# Празеодималюминий
Празеодималюминий — бинарное неорганическое соединение, интерметаллид алюминия и празеодима с формулой AlPr, кристаллы.

## Получение
- Сплавление стехиометрических количеств чистых веществ:

{\displaystyle {\mathsf {Al+Pr\ {\xrightarrow {905^{o}C}}\ AlPr}}}

## Физические свойства
Празеодималюминий образует кристаллы ромбической сингонии, пространственная группа P mma, параметры ячейки a = 0,5964 нм, b = 1,1777 нм, c = 0,5745 нм, Z = 8, структура типа эрбийалюминия AlEr.
Три температуре 700 °C происходит переход в фазу ромбической сингонии, пространственная группа C mcm, параметры ячейки a = 0,922 нм, b = 0,763 нм, c = 0,571 нм, Z = 8, структура типа церийалюминия AlCe.
Соединение образуется по перитектической реакции при температуре 905 °C.